# Damien Perrier
Damien Perrier (6 juli 1989) is een golfprofessional  uit Bretagne, Frankrijk. Hij kwam begin 2012 voor het eerst in de top-1000 van de wereldranglijst. Vanaf 2005 zat hij in het Franse team.

## Amateur
Als amateur had Perrier handicap +4. In  2007 won hij het Boys' Amateur Championship. Hij verraste Matthew Nixon, de winnaar van 2009, door hem in de eerste ronde te verslaan. In de 2de ronde versloeg hij Ashley Chester  met 6&5.
- 2005: Grand Prix de Montpellier Massane po
- 2006: Grand Prix de St Malo
- 2007: British Boys' Amateur

## Professional
Perrier werd in december 2007 professional en haalde een tourkaart voor de Alps Tour. Hij speelt ook alle toernooien van de Allianz Golf Tour en tussendoor geeft hij les op de Golf de Rennes. 

In 2011 behaalde hij twee 2de plaatsen op de EPD Tour bij het Sueno Pines Classic en het Cimar Samanah Open. In 2012 behaalde hij zijn eerste overwinning nadat hij Tiago Cruz in de play-off had verslagen.

## Gewonnen
Allianz Tour
- 2008: Open International de Normandie

EPD Tour
- 2012: Amelkis Classic na play-off tegen Tiago Cruz